# John Neville

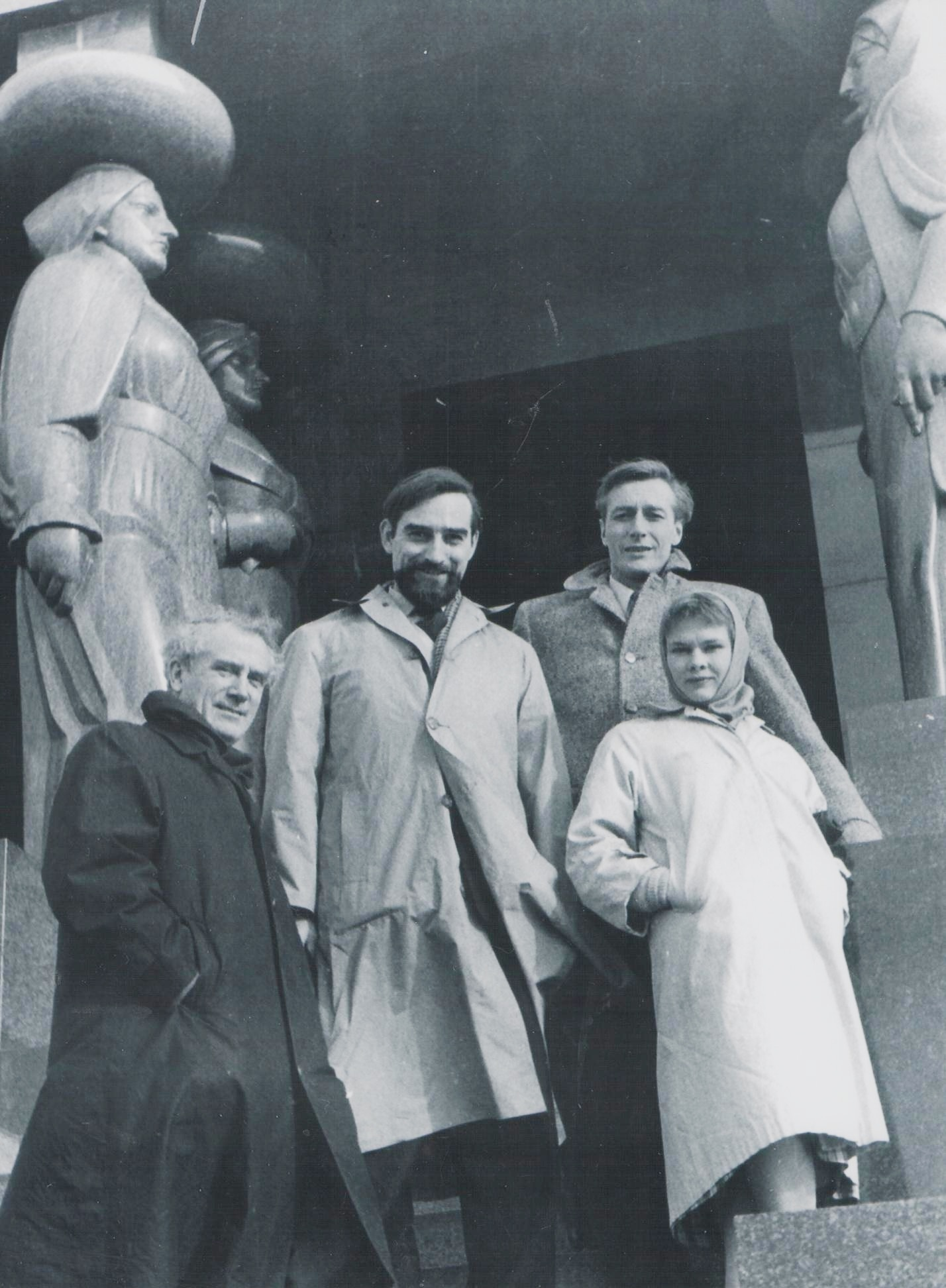
Laurence Olivier, Joseph O’Conor, John Neville und Judi Dench, 1959

John Neville, OBE, CM (* 2. Mai 1925 in London, England; † 19. November 2011 in Toronto, Ontario) war ein britisch-kanadischer Schauspieler im Film, Fernsehen und Theater.

## Leben
John Neville studierte Schauspiel an der Royal Academy of Dramatic Art und debütierte in den 1950er Jahren im Theater und im britischen Fernsehen. Zunächst war er häufig in Shakespeare-Rollen zu sehen, unter anderem in Richard II. In Othello am Londoner Old Vic Theatre besetzte er abwechselnd mit Richard Burton, mit dem er eng befreundet war, die Titelrolle und die Rolle des Jago.
Seine internationale Filmkarriere begann erst, als Terry Gilliam ihn 1988 für die Rolle des Baron Münchhausen in Die Abenteuer des Baron Münchhausen besetzte. Seither war Neville häufig in markanten Nebenrollen in Großproduktionen zu sehen. Im Fernsehen trat Neville in Gastrollen in Serien auf, so in Akte X – Die unheimlichen Fälle des FBI oder Raumschiff Enterprise – Das nächste Jahrhundert, Folge Angriff Der Borg, Teil I in einer kleinen Rolle als Isaac Newton.
Neville wanderte 1972 nach Kanada aus und nahm die kanadische Staatsbürgerschaft an. Zwischen 1986 und 1989 war er künstlerischer Leiter des Stratford Festivals in Kanada. 1999 wurde er für die Fernsehproduktion Emily of New Moon als Bester Hauptdarsteller in einer dramatischen Rolle für einen Gemini Award nominiert.
2006 wurde ihm der Order of Canada, die höchste kanadische Auszeichnung für Zivilpersonen verliehen.
John Neville starb im Alter von 86 Jahren im kanadischen Toronto. Er hinterließ seine Frau Caroline Hopper und sechs Kinder.

## Filmografie (Auswahl)
- 1948: Scenes from Twelfth Night and Macbeth (Fernsehfilm)
- 1960: Oscar Wilde
- 1961: Mr. Topaze
- 1962: Die Verdammten der Meere (Billy Budd)
- 1965: Sherlock Holmes’ größter Fall (A Study in Terror)
- 1969: The First Churchills (Miniserie, 12 Folgen)
- 1970: Die Gräfin und ihr Oberst (The Adventures of Gerard)
- 1972: Kein Pardon für Schutzengel (The Protectors, Fernsehserie, Folge 1x12)
- 1979: Riel – Rebell wider Willen (Riel, Fernsehfilm)
- 1988: Die Abenteuer des Baron Münchhausen (The Adventures of Baron Munchausen)
- 1990: Grand (Fernsehserie, 26 Folgen)
- 1992: Das Mädchen aus der Stadt (Road to Avonlea, Fernsehserie, Folge 3x07)
- 1992–1993: Der lange Weg des Lukas B. (By Way of the Stars, Miniserie)
- 1993: Gefährliche Reise zum Mittelpunkt der Erde (Journey to the Center of the Earth, Fernsehfilm)
- 1993: Class of ’96 (Fernsehserie, Folge 1x08)
- 1993: Raumschiff Enterprise – Das nächste Jahrhundert (Star Trek: The Next Generation, Fernsehserie, Folge 6x26 Angriff der Borg, Teil I)
- 1994: Juniors freier Tag (Baby’s Day Out)
- 1994: Willkommen in Wellville (The Road to Wellville)
- 1994: Betty und ihre Schwestern (Little Women)
- 1995: Dangerous Minds – Wilde Gedanken (Dangerous Minds)
- 1995–1998: Akte X – Die unheimlichen Fälle des FBI (The X-Files, Fernsehserie, 8 Folgen)
- 1996: Sabotage – Dark Assassin (Sabotage)
- 1996: Das Geheimnis der Mary Swann (Swann)
- 1996: High School High
- 1997: Das fünfte Element (The Fifth Element)
- 1997: Der Preis der Ehre (Regeneration)
- 1997: Eine grauenvolle Familie (Dinner at Fred’s)
- 1997: Johnny 2.0 – Die Replikantenfabrik (Johnny 2.0, Fernsehfilm)
- 1998: Goodbye Lover
- 1998: Akte X – Der Film (The X-Files)
- 1998: Die Fälle der Shirley Holmes (The Adventures of Shirley Holmes, Fernsehserie, Folge 3x01)
- 1998: Düstere Legenden (Urban Legend)
- 1998–1999: Emily of New Moon (Fernsehserie, 15 Folgen)
- 1999: Lost Memory
- 1999: Ein Hauch von Sonnenschein (Sunshine)
- 1999: Herzog Hubert – Hundeadel verpflichtet (The Duke)
- 1999–2000: Amazonas – Gefangene des Dschungels (Amazon, Fernsehserie, 10 Folgen)
- 2000: Bonhoeffer – Die letzte Stufe (Bonhoeffer – Agent of Grace, Fernsehfilm)
- 2000: Sieg des Herzens (Custody of the Heart, Fernsehfilm)
- 2001: Harvard Man
- 2002: Aaron und der Wolf (Time of the Wolf)
- 2002: Spider
- 2002: Queer as Folk (Fernsehserie, Folge 2x18)
- 2002: Odyssey 5 (Fernsehserie, Folge 1x01)
- 2002: Crime and Punishment – Du sollst nicht töten (Crime and Punishment)
- 2002: Zwischen Fremden (Between Strangers)
- 2003: Control Factor – Zeugen der Zukunft (Control Factor, Fernsehfilm)
- 2003: Moving Malcolm
- 2003: The Statement
- 2005: Geliebte Lügen (Separate Lies)
- 2007: Friends and Heroes (Fernsehserie, 4 Folgen)
- 2010: Bradfordian Rain (Kurzfilm)